# かな入力
かな入力（かなにゅうりょく）とは、コンピュータへの日本語入力において文章の読みを入力する方式の一つで、キーボードのキーのアルファベット刻印を利用するローマ字入力に対して、キーに刻印されている仮名（ひらがな）五十音から直接、または行から各段の文字を選び取り入力する方式の総称である。「仮名入力」「カナ入力」とも。

## パーソナルコンピュータのかな入力
パーソナルコンピュータで一般的なハードウェアキーボードを利用した「かな入力」では、キーを打鍵することでキーに刻印されている文字のうち日本語部分に対応する文字が入力される。入力された文字に「かな漢字変換」を行い、漢字仮名交じり文にする。「かな入力」に対応するキー配列は複数あるが、日本国内で最も普及しているJISキーボードに刻印されているJISかな配列が一般的であり、多くのコンピュータの標準的な日本語入力システムにおいてJISかな入力が採用されている。
JISかな配列がデファクトスタンダードとなる以前には複数のキー配列が使用されていた他、JISかな配列の普及移行も打鍵効率の向上または打鍵疲労軽減などを目的として新たなキー配列が幾つか開発されている。ただし、JISかな配列以外の配列は標準的な日本語入力システムには実装されていない場合が多く、それぞれ個別に指定された方法で導入する必要がある。
「かな入力」は、一部の連想式漢字直接入力を使用した日本語入力システムでも使用されていた。

## スマートフォン・タブレットのかな入力
タッチパネルを応用したソフトウェアキーボードでの文字入力が主なスマートフォンやタブレット端末でも「かな入力」という名称の入力方式が存在するが、ハードウェアキーボードの「かな入力」とは方式などが大きく異なる場合が多い。
タブレット端末用のOSであるiPadOSに標準的に組み込まれた「かな入力」ではハードウェアキーボードで一般的なJISかな配列ではなく、仮名キーを五十音図の通りに並べた五十音順配列が採用されている。
スマートフォンのiOSやAndroidが備える「かな入力」では表示スペースの問題からテンキー型（日本語 12キーなどとも呼ばれる）のソフトウェアキーボードが使用され、デフォルトで表示されるキーは仮名五十音のうち各行の「あ」段の文字のみである。各行の「い」段以下の文字は、トグル入力またはフリック入力と呼ばれる方式で選択して入力する。特にフリック入力はスマートフォンの時代に登場したソフトウェアキーボードならではの入力方式であり、「フリック入力」がスマートフォンにおける「かな入力」の代名詞的な呼称にもなっている。
JISかな配列はQWERTY配列より多くのキーを使用しなければならないこともあり、画面が小さいスマートフォンでは標準的に採用された例はない。ただし、サードパーティ製のソフトウェアキーボードの中には極一部に「かな入力」にJISかな配列を採用したものも存在する。なお、スマートフォン・タブレットでもハードウェアキーボードを外部接続した場合は「かな入力」としてJISかな配列が利用可能な場合が多い。

## かな入力の利用状況
2020年現在、スマートフォンにおいて「かな入力」は広く利用されている。一方主にQWERTYキーボードを用いるパーソナルコンピュータでは大多数に利用されている入力方式はローマ字入力であり、「かな入力」はもはやマイナーな入力方式になってきている。
1990年のワープロ保有者へのアンケートではJISかな配列は55.1％、親指シフトは15.1%と、「かな入力」はローマ字入力の30.9％よりも圧倒的多数に利用されていたが、2015年に角川アスキー総合研究所が行った調査によれば、コンピュータのローマ字入力の利用者は全体の93.1％に拡大しており、対してJISかな配列の「かな入力」の利用者の割合は僅か5.1％に減少している。60代以上の高齢世代では他の世代に比べて「かな入力」の利用者が多いものの、それでもJISかな配列は11.3％に留まっている。
こうした利用者数の大幅な減少から、各電子機器メーカー・OSメーカーのJISかな配列への対応は冷ややかであり、例えばQWERTY配列がどの機器でも共通して利用できるのに比べ、2010年代以降に普及したソフトウェアキーボードでは同じ「かな入力」でもキー配列が機器によって異なるなど、JISかな配列の習得者に手厚いサポートが行われているとは言いがたい状況となっている。
2021年現在においても日本国内ではハードウェアキーボードに対するJISかな配列の「かな刻印」が継続されているが、多数派となったローマ字入力の利用者を中心に「かな刻印」を取り除いたキーボードを要望する声もある。

## キー配列
キー配列#日本語入力方式とキー配列も参照

### JISかな配列
JIS X 6002情報処理系鍵盤配列として策定された配列。現在はデファクトスタンダードとなっている。

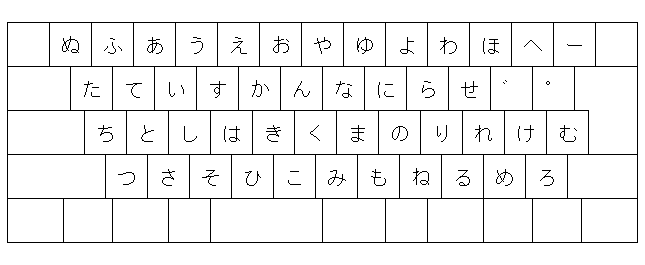
カナロック時のキー配列
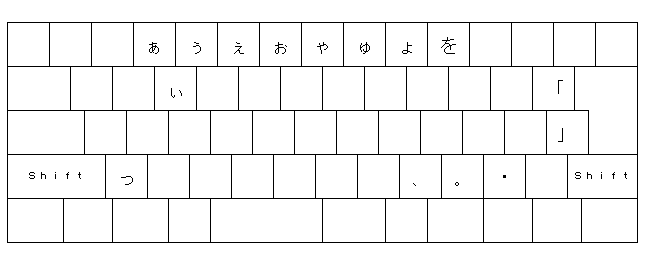
シフト+カナロック時のキー配列

### 親指シフト配列

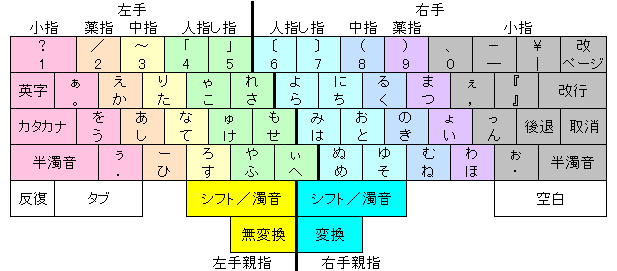
NICOLA親指シフト配列

親指シフト配列はシフト操作を親指で行うことを特徴とし、JISかな配列よりも効率よく日本語入力できることを目指して開発された配列である。後に半濁音入力をブラッシュアップしたNICOLAに引き継がれたが、現在でも「親指シフト」と呼ばれることが多い。JISかな配列とは異なり かなを3段に納めており、最上段のキーは数字と記号の入力にのみ使用する。シフトキーと文字キーの同時打鍵による入力を採用することでJISかな配列では二打を要した濁音・半濁音を一回の操作で入力できる。富士通や他社から外付けキーボードやノートパソコンのオプションも発売されている。これ以外にも飛鳥カナ配列など、親指によるシフト操作を採用している配列は存在する。

### 五十音順配列

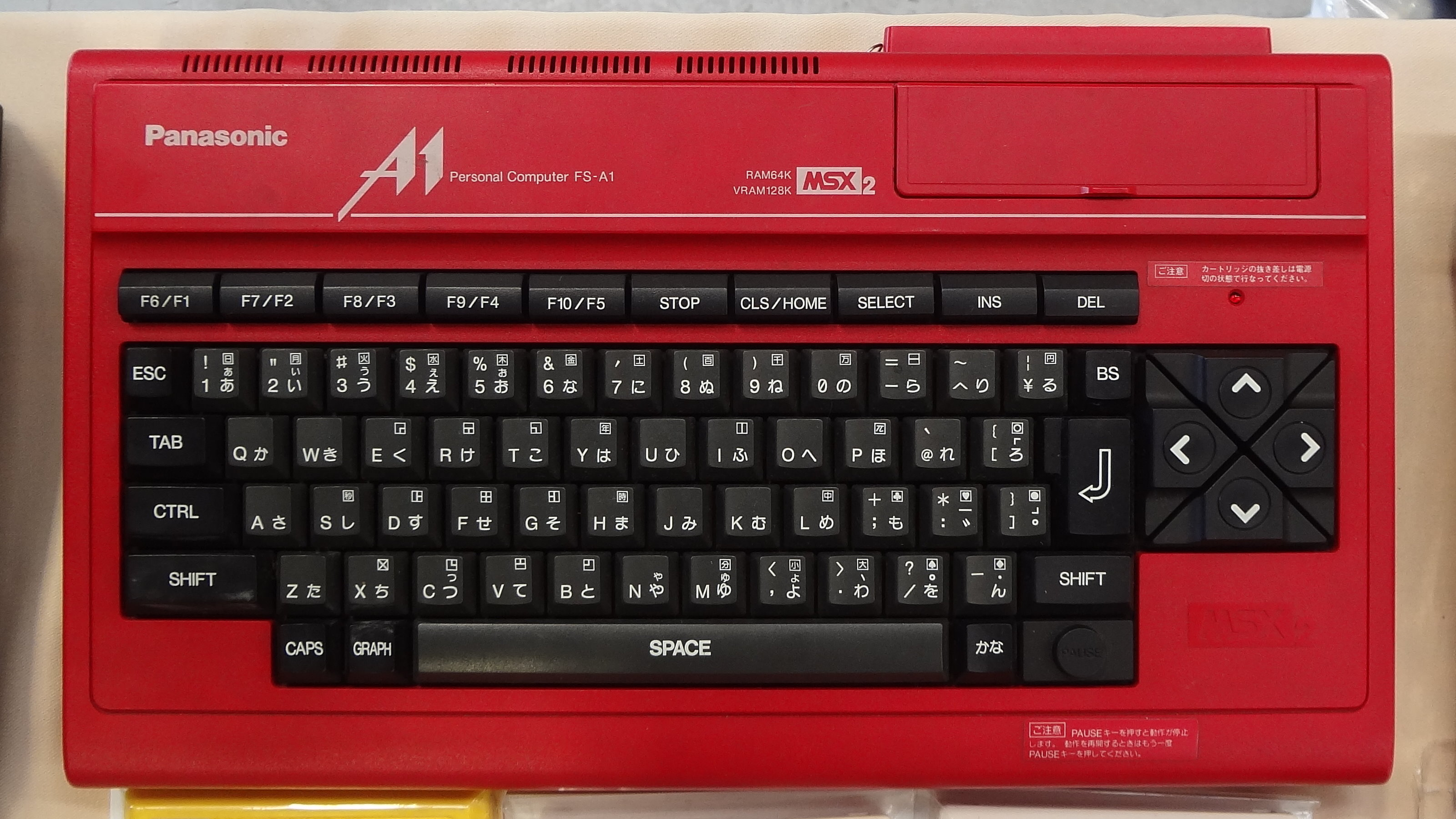
50音順キー配列の一例

五十音順配列とはその名の通り五十音図に倣って定められた配列のことである。同一行の5字を縦または横に配列するか、先頭のキーを左側に置くか右側に置くかなど、具体的なキー配置は機器によって様々である。最低限の仮名文字の知識さえあればキー配列を覚える必要がないため、公共施設 (図書館の検索機など) や銀行ATMのタッチパネルなど、万人向けに対応する必要がある機器で採用されることがある。iPadでも「かな入力」用のソフトウェアキーボードとして採用されている。パーソナルワープロの黎明期には、各社から五十音順配列キーボードを搭載した機種が発売されていた。また、黎明期のパーソナルコンピュータのうち、MZ-700、MZ-1500、MSXなど、低価格帯の機種の一部でも採用されている。親指シフト配列を推進する富士通からは、キーボードに取り付けると五十音順配列にすることができる樹脂製カバーが添付されたこともある。

### 新JIS配列

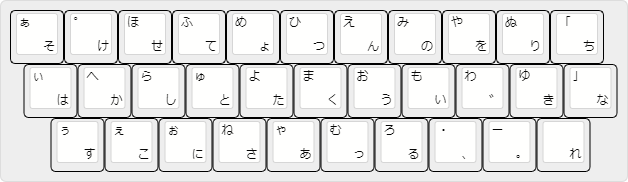
新JIS配列

新JIS配列とは高校教科書や天声人語などから得られた統計データと実際の運指を調査して作成された配列である。JISかな配列と異なり3段であることが特徴であり、シフトキーとして「小指位置」または「親指位置」を採用している。1986年にJIS規格となったが、当時はすでにJISキーボードが普及していたため、ワープロ専用機のオプション扱いにとどまり、1999年には「使用実態がない」としてJIS規格から廃止された。

### 月配列

月配列2-263式。☆で記されたキーがシフトキーであり、右上の文字は☆の後に打鍵をする。2つのシフトキーはどちらを同じ役割である。

月配列 (つきはいれつ) とは日本の電子掲示板である2ちゃんねるの中で考案された配列である。考案者は複数の匿名ユーザーであるため特定することはできない。親指シフト配列および新JIS配列と同様に3段の配列であるが、標準運指で両中指が担当するキー (QWERTY配列でDおよびKに相当するキー) をシフトキーとして用いる点が特徴である。もともとこのような中指シフト方式は冨樫雅文 氏により開発された花配列が起源となっており、新JIS配列に対して中指シフト方式を応用することが月配列開発の目的であった。月配列には数々の派生が存在するが月配列2-263式と呼ばれるものが代表的である (右図)。両中指の運指にそれぞれ1つずつ同じ役割のシフトキーが割り当てられているため、入力文字によって用いるシフトキーを使い分けることで高い交互打鍵率を実現できる。

### 新下駄配列

新下駄配列の打面図

新下駄配列とはkouyによって考案された、「速く楽に入力できる。ある程度覚えやすい。実装できる。」ことを目指して作られた配列である。考案2011年当初は実装について、キー入力入れ替えソフト姫踊子草にて入力可能にすることを目指していた。
後に、有志の協力により、2022年にはGoogle 日本語入力単体でも入力可能になった。
この配列の特徴としては中指、薬指シフトで全3段のかな入力配列である。そして清音と濁音は別置であり、それぞれの位置を記憶する必要がある。これは、「である」などをアルペジオ、非常に押しやすい連接打鍵を行うためでもある。単打面（シフトを使用しない面）には日本語として出現頻度の高い文字を並べ、その中でも出現頻度の特に高い文字はホームポジションの人差し指周辺に近く配置されている。

### その他のかな配列

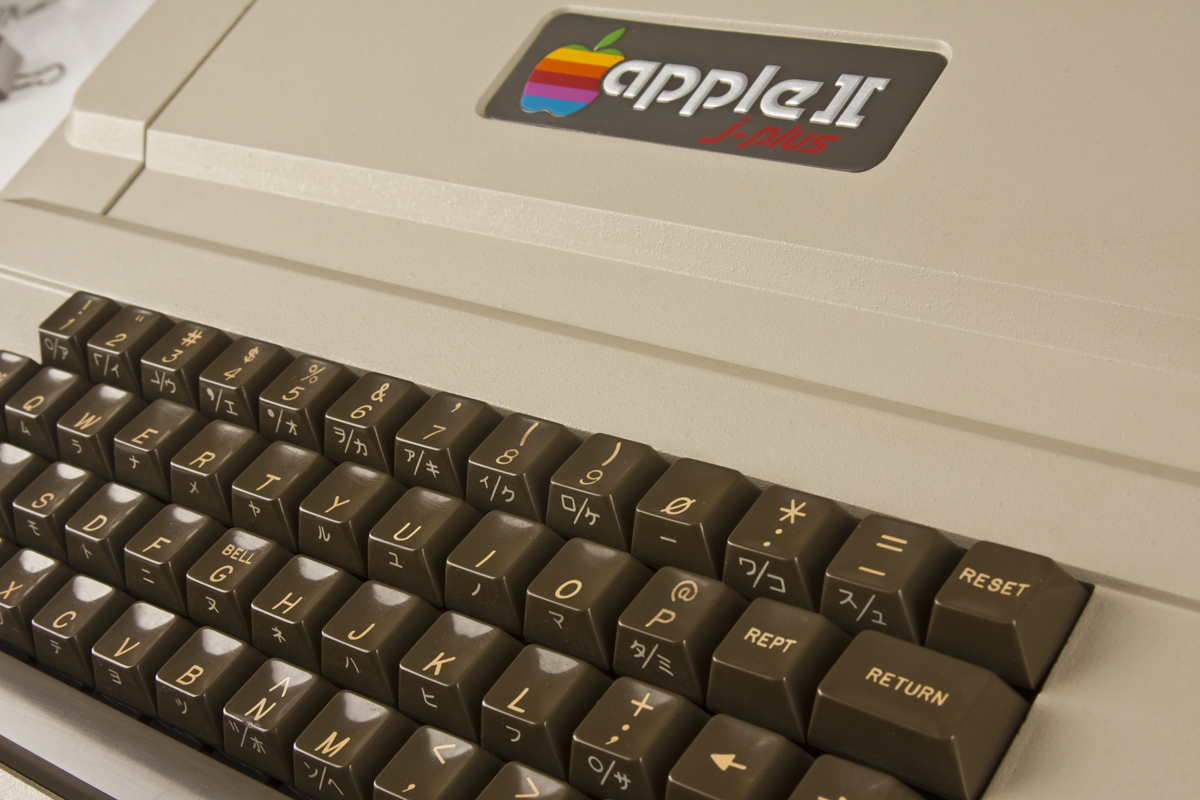
変形キー配列の一例

かつて、米国製のコンピュータが日本市場向けにローカライズされる際、キー数の少ない英字向けのキーボードでかな入力をするため、JISかな配列を若干改変した独自の配列が採用されることがあった。初期の日本版Macintosh、AX、日本版NeXTのキーボードなどがあり、配列の改変部分はそれぞれ異なる。
上記以外にもTRON配列、カナタイプ、飛鳥カナ配列などがある。

## かな入力の長所・短所・指摘
かな入力とローマ字入力を比較すると、以下のような長所・短所・指摘がある。

### 長所
- 基本的にキーに刻印された文字がそのまま出力されるので、ローマ字綴りを覚える必要がなく、日本語の知識のみで日本語が入力できる。特に五十音順配列の場合キー配列を覚える必要すらないため、キーボードに馴染みがない人間でも利用できる。
- かな入力ではほとんどの場合1打鍵に対して1文字入力される。総じて打鍵数が少ないため、打鍵の速さが同じならばより速く (ローマ字と同打鍵数の文字列や打鍵数が増える文字列もあるので概ね1.5倍ほど) 入力でき、手指の疲労も少ない。

### 短所
- ローマ字入力で扱われる特殊記号が直接打てないため、苦労することがある。
- ローマ字入力は英字入力と共通のQWERTY配列で入力できるが、かな入力の場合はかな入力の配列を別途覚える必要がある。また、QWERTY配列がパーソナルコンピュータやスマートフォンなど様々な機器で共通して利用可能である。
- JISかな配列以外のマイナーな配列はすでに生産終了したものも多い。
- ひらがなはアルファベットに比べて数が多いため、多くの配列でキーボードの全域にひらがなのキーがあり、手指の運動範囲が広くなる。

### JISかな配列
かな入力で最も多く使われているものがJISキーボードのJISかな配列であるため、JISかな配列における特徴もあげる。

#### JISかな配列の長所
- 2打鍵となる部分においても、「ほ・へ・せ・く・け」の濁音・半濁音を除いてはすべて交互打鍵での二打鍵となり、入力しにくい片手連打鍵による濁音・半濁音入力は頻発しにくい。
- 濁点や半濁点を筆記と同じような後置方式で入力していくので、ローマ字入力よりも直感的な入力ができる。
- 濁点や半濁点を単独で入力できる。したがって「あ゛」のように普通は使わない文字との組み合わせでも入力できる。
- 捨て仮名があるキーについては、シフトキーを押しながら清音かなのキーを押せば、清音かなと同じ形の捨て仮名が表示される。欧文タイプライタのシフト関係ともよく似ている。

#### JISかな配列の短所
- 濁音・半濁音・拗音・促音の入力に2打鍵を必要とする。
- 標準運指で右小指が担当するキーが多くなり、特に最も使用頻度が高い濁点キーが右小指担当となっている。また、ひらがなは規則的に配列していないのでキー位置の把握に時間を要する。